# نبرد پلاته
نبرد پلاته یکی از جنگ‌های دوره دوم جنگ‌های ایران و یونان بود که در محل پلاته در سال (۴۷۹ پیش از میلاد) رخ داد. نتیجه این جنگ آن شد که ارتش خشایارشا در سال ۴۷۹ پیش از میلاد از یونان شکست خورد.

## مقدمات نبرد
پس از خروج خشایارشا از یونان، مردونیه در منطقه تسالی در شمال یونان به انتظار پایان زمستان اردو زد. پس از فرارسیدن بهار او قشون خود را حرکت داد و همزمان قاصدی الکساندر نام نزد آتنیها با پیغام صلح فرستاد. فرستاده مردونیه وارد آتن شد و به آتنی‌ها گفت مردونیه می‌گوید به او حکمی از طرف شاه رسیده که مضمونش این است که «من آتنی‌ها را از آنچه بر ضد من کرده‌اند عفو و تو را مأمور می‌کنم تا اراضی آنها که اشغال شده را به آنها برگردانی و اگر اراضی دیگری بخواهند به آنها بدهی؛ همچنین اگر حاضرند با من متحد شوند معابد آنها را که من آتش زده‌ام تعمیر کن.»
همزمان که قاصد مردونیه در آتن بود خبر به اسپارتی‌ها رسید و آنها سراسیمه قاصدی نزد آتنی‌ها فرستادند چرا که می‌دانستند در صورت اتحاد آتنی‌ها با شاه هلاک آنها قطعی خواهد بود. پس همزمان با فرستاده مردونیه آنها هم وارد یونان شده و به مجلس ملی یونان رفتند. سفرای لاسدمونی‌ها خطاب به آتنی‌ها گفتند از شما خواهش می‌کنیم ضرر به یونان نرسانید و تکالیف خارجی را نپذیرید اگر چنین کنید ظلم بزرگی به یونان و به خود خواهید کرد این جنگ را شما باعث شدیدحال آنکه ما نمی‌خواستیم با پارس بجنگیم ما حاضریم که به شما یاری رسانیده در طول جنگ زنان، فرزندان و سالمندان شما را نگهداری کنیم. پس از اتمام سخنان الکساندر فرستاده مردونیه و فرستادگان اسپارت آتنی‌ها خطاب به الکساندر گفتند ما می‌دانیم که عده سپاه پارس زیاد است و قدرتشان بی‌نهایت ولی ما به آزادی خود علاقمندیم و در این راه تا سرحد جان مبارزه خواهیم کرد اکنون با ما از اتحاد با خارجیها سخن مران پس به مردونیه بگو تا آفتاب در مدار خود می‌گردد ما اتحادی با خشایارشا نخواهیم داشت و به یاری خدایان او را شکست خواهیم داد. سپس خطاب به لاسدمونی‌ها گفتند. چیزی در دنیا یافت نمی‌شود که ما به خاطر آن یونان را به اسارت بیفکنیم. در این موقع حساس بهترین کمک شما این است که هرچه زودتر برای دفاع آماده شوید و قشون بفرستید.
الکساندر پس از بازگشت نزد مردونیه سخنان آتنی‌ها را به او انتقال داد و پیشنهاد کرد که مردونیه از تصرف آتن چشم پوشی کند الکساندر گفت اشخاصی را با پول نزد نزد بزرگان آتن بفرست آنگاه خواهی دید که خیالات آنها چقدر کودکانه است وتو موفق خواهی شد که آنها را از یکدیگر جدا کرده و مطیع کنی اما مردونیه که به دنبال کسب نام ونشان بود این سخنان را نپذیرفت بار دیگر بطرف آتن حرکت نموده آنرا تصرف کرد این بار دومی بود که آتن توسط سپاه پارس فتح می‌شد و ایندفعه هم مثل ده ماه پیش که خشایارشا این شهر را فتح کرده بود آتنی‌ها بدون هیچگونه مقاومتی شهر را تسلیم کردند زیرا قبل از ورود مردونیه شهر را خالی و به جزیره سالامین فرار کرده بودند مردونیه فتح مجدد آتن را توسط آتش به خشایارشا که در آنطرف دریا در شهر سارد بود، اطلاع داد.
آتنیها که در این موقع از ترس قشون پارس در جزیره سالامین بودند به انتظار ورود قشون لاسدمون روز شماری می‌کردند اما لاسدمونی‌ها که دیوار دفاعی خود در کرنت را تکمیل کرده بودند و خیالشان راحت بودبه جشنهای عید خود مشغول و توجهی به جنگ نداشتند. پس آتنی‌ها خشمگین فرستادگانی نزد اسپارتیها فرستاده و گفتند پادشاه پارس حاضر است سرزمین مار را به ما مسترد کرده با ما اتحاد نماید اما ما به خاطر یونان و از این جهت که خائنین به وطن نباشیم این پیشنهاد را رد کرده‌ایم شما زمانی فوق‌العاده از اتحاد ما با پارسیها نگران بودید و اکنون که دیوار دفاعی خود را ساخته‌اید دیگر به ما اعتنائی ندارید اکنون لازم است به عهد خود وفا کنید و سریع قشون بفرستید. لاسدمونیها زیاد به حرفهای قاصدها گوش نداده هر روز برای پاسخ وقت تلف می‌کردند. آنها بدین منوال از جنگ سرباز می‌زدند تا اینکه یکی از بزرگان اسپارت خطری که آنها را تهدید می‌نمود را به آنها گوشزد کرد او آنها را از اتحاد پارس با آتن ترساند و گفت که چه بسا در صورت اتحاد این دو با هم آتنیها هماننند نبرد ترموپیل راهی که بتواند تنگه کرنت را دور بزند به پاسیها نشان داده آنها از این طریق وارد لاسدمون شوند آنگاه دیگر هیچ‌کدام به شما رحم نخواهند کرد پس بهتر است هرچه زودتر لشکر خود را اعزام کنید اسپارتیها پس از شنیدن این موضوع به خود آمدند و شبانه قشونی شامل پنج هزار سپاهی به سرکردگی پوزانیاس اعزام کردند. صبح فردا وقتی که سفیران آتن دوباره نزد لاسدمونی‌ها آمدند آنها از اعزام قشون در شب گذشته خبر دادند و در همان حال پنج هزار سپاهی سنگین اسلحه دیگر نیز همراه آتنیها اعزام کردند.
دراین حال اهالی آرگس که که از متحدین پارس بودند و قول داده بودند که از حرکت سپاه اسپارت جلوگیری کنند سفرایئ نزد مردونیه فرستاده خبر اعزام قشون را به او رساندند مردونیه پس از شنیدن این خبر دیگر ماندن در آتن را صلاح ندید پس قشون خود را حرکت داد ولی قبل از آن یکبار دیگر آن عده از معابد را که سالم مانده بود را خراب کرد و به منطقه تب حرکت نمود چون این منطقه دشتی هموار داشت و برای عملیات سواره نظام ایران مساعد بود از طرفی یونانیهای مقیم تب از دوستان پارسیها بودندمردونیه پس از رسیدن به تب در آنجا اردو زد و امر کرد تا اهالی تب درختان جنگل را قطع کنند تا هم میدان عمل پارسیها وسیعتر شود و هم به کمک درختان قطع شده استحکاماتی برای خود بسازد. زمانی که مردونیه بسمت تب حرکت کرد از مردم یونان آن عده که متحد پارس بودند به سپاه او پیوستند تا در جنگ با آتن و اسپارت او را یاری کنند.

### شروع نبرد

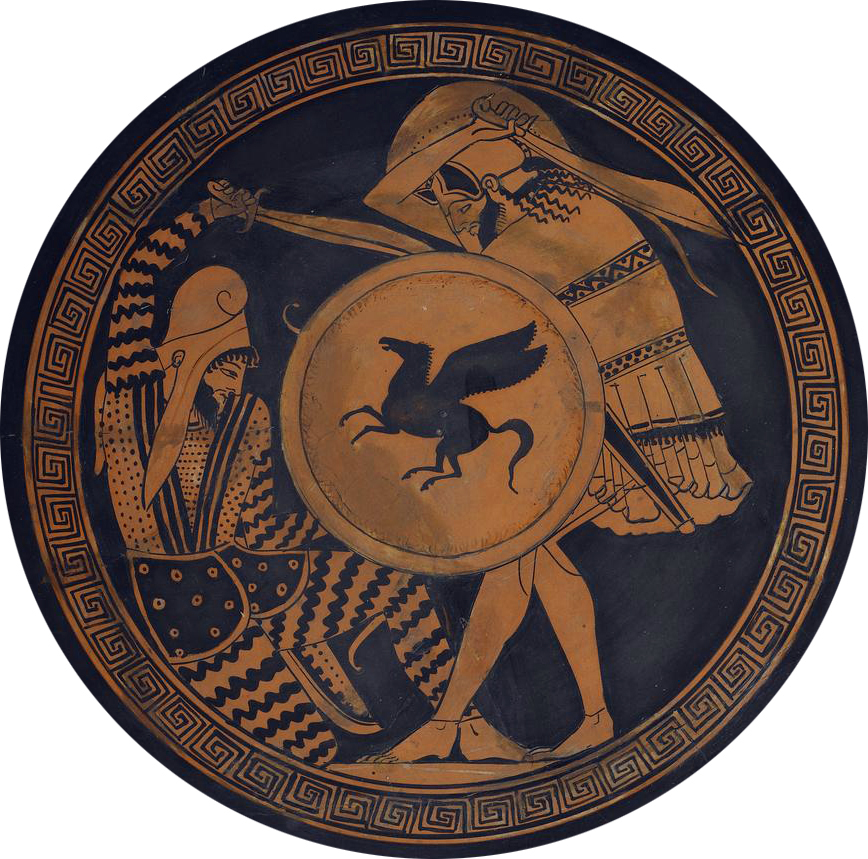
نبرد یک جنگجوی ایرانی با یک جنگجوی یونانی، مربوط به قرن پنجم پیش از میلاد.

همین که یونانیها به تب رسیدند در کوهپایه مشرف به دشت اردو زده صفوف خود را در مقابل پارسیها آراستند مردونیه نیز سواره نظام ایران را به فرماندهی ماسیس تیوس سردار نامی ایران به جنگ فرستاد این سردار شجاع مهمترین شخص نزد پارسیها پس از مردونیه بود همچنین از حیث قد و قامت نیز از همه سپاه پارس برازنده تر بود او زرهی از طلا بر تن داشت و قبائی ارغوانی بردوش و بر اسبی نشسته بود که دهنه اسب از طلای ناب بود او فرمان حمله را صادر کرد و به طرف یونانیها تاخت. سواره نظام ایران به گروه هائی تقسیم شده به یونانیها تلفات زیادی وارد می‌کردند و آنها را زن می‌خواندند. یونانیهادچار تیرهای پارسیها شده یکی پس از دیگری بر زمین می‌افتادند و از این حیث تلفات آنها زیاد بود. جنگ بدینسان پیش می‌رفت و سپاه یونان بشدت تحت فشار بود که پوزانیاس عده‌ای از آتنیهای زبده را برای تقویت جناحی که تحت فشار پارسی‌ها بود اعزام کرد آتنهاها به سختی جنگ کردند و در این میان اتفاقی افتاد که ورق جنگ به نفع یونانیها برگشت توضیح آنکه اسب ماسیس تیوس در حین نبرد زخمی برداشت و سوار خود را بر زمین زد آتنیها همین که دیدند سردار پارس بر زمین افتاده او را محاصره کردند اما او شجاعانه می‌جنگید و از جهت زرهی که بر تن داشت ضربه‌ها بر او کارگر نبود سرانجام یکی از یونانیها ضربتی به چشم او زد و او را بر زمین انداخت و کشت. همین که سواران پارسی از این موضوع اطلاع یافتند به طرف یونانیها تاخته سعی کردند تا نعش سردار خود را بازبستانند اما یونانیها نیز جملگی هجوم آورده و سواره نظام ایران مجبور به عقب‌نشینی شد. یونانیها نعش ماسیس تیوس را بر عرابه‌ای نهاده و از جلوی لشکرشان عبور دادند تا همه او را ببینند این خبر که به پارسیها رسید جملگی غرق در اندوه شده به علامت عزاداری موهای خود و اسبهای خود را چیدند و صدای گریه و ناله از سپاه آنها بلند شد. بدینسان یونانیها که در روز اول نبرد سردار نامی ایران را کشته بودند دل قوی شده تصمیم گرفتند تا به پلاته که از نظر نظامی برای آنها بهتر بود نقل مکان کنند
پس از اینکه یونانیها به پلاته رسیدند به آراستن صفوف خود پرداختند بنا بر گفته‌های هرودت سپاه یونان از یکصد و ده هزار نفر که در بینشان ۳۵۷۰۰ نفر سنگین اسلحه (هوپلیت) وجود داشت تشکیل شده بود، پریچت که این رقم‌ها را می‌پذیرد معتقد است که صف هوپلیت‌ها به ۴/۴۲ کیلومتر می‌رسیده‌است؛ و سپاه مردونیه از سیصد هزار نفر سواره نظام و پیاده ترکیب یافته بود. محققان بر آنند که شمار واقعی نیروهای مردونیه حدود صد هزار یا حتی شصت هزار نفر بوده‌است. پس مردونیه نیز آرایش نظامی گرفت و در مقابل لاسدمونیها پارسیهای زبده را قرار داد و مادی‌ها را در مقابل کرنتی‌ها، پوتی دیات‌ها و سی سون‌ها جا داد. باختری‌ها در مقابل اپی دریانها و ترزیان‌ها آرایش گرفتند و سکاها و هندی‌ها در مقابل دیگر لشکر یونان قرار گرفتند اما مردونیه یونانیان مزدور در سپاهش از قبیل مگارها، لکری‌ها، ملیانی‌ها، تسالی‌ها، و فوسیدی‌ها همچنین مقدونی‌ها را در مقابل آتنی‌ها قرار داد. با خاتمه آرایش نظامی دو طرف شروع به تافل کرده تا سرانجام جنگ را پیش بینی کنند پیشگویان به هر دو طرف پیشنهاد کردند که آرایش تدافعی بگیرند و از حمله خودداری کنند اینگونه هردو طرف در تردید بودند و کاری نمی‌کردند تا اینکه هفت روز گذشت و این به ضرر پارسی‌ها بود چون هر روز بر عده یونانیها افزوده می‌شد و قشون مردونیه از حیث آذوقه در مضیقه می‌افتاد به همین دلیل مردوینه به گذرگاهی که برای یوناینها آذوقه می‌رساند حمله کرد و چهارپایان و آذوقه آنها را ربود پس از آن دو روز دیگر نیز گذشت و جنگ شروع نشد اما سواره نظام پارسیها در دسته هائی با جنگ و گریز خود را به یونانیها نزدیک می‌کردند تا آنها را تحریک کرده وادار به جنگ کنند در این کار یونانیهای تب بسیار به پارسیها کمک می‌کردند اما یونانیها در جای خود بی حرکت بودند تا اینکه ده روز بدین منوال گذشت و در روز یازدهم نیروهای زیادی به کمک سپاه یونان در پلاته رسید پس ارته باذ که از نجبای پارس بود به مردونیه پیشنهاد عقب‌نشینی به شهر تب را کرد تا با فرستادن طلا و نقره یونانیها را بفریبد و از جنگ منصرف کند اما مردونیه این کار را دون شان خود دانست و نپذیرفت و تصمیم گرفت دیگر منتظر نماند و فردا نبرد را شروع کند پس دستور تدارک لازم برای نبرد را صادر کرد. اما در همان شب اسکندر یکم مقدونی که در سپاه پارس حضور داشت ولی قلباً متمایل به یونانیها بود خود را شبانه به اردوی آنها رسانده تصمصم مردوینه را فاش کرد
فردا قبل از جنگ اسپارتیها از آتنی‌ها خواستند تا جای خود را در صفوف لشکر با آنها عوض کنند زیرا آنها در آرایش قبلی در مقابل پارسیها قرار داشتند و بشدت از آنها می‌ترسیدند اما بهانه کرده به آتنی‌ها گفتند که ما طریقه جنگ با پارسیها را نمی‌دانیم ولی شما در نبرد ماراتن و چند نبرد دیگر با پارسیها روبروشده‌اید پس به نفع لشکر است که جابه‌جا شویم آتنی‌ها هم این موضوع را پذیرفته و جابجاشدند خبر که به مردونیه رسید او هم دستور جابجائی قشون را صادر و مجدداً پارسیها را در مقابل اسپارتیها قرار داد سپس سفیری نزد آنها فرستاد و گفت به من گفته‌اند که در بین مردم یونان شما از همه دلیرتر هستید و هرگز از جنگ فرارنمی‌کنید ولی اکنون چگونه است که در مقابل ما پنهان می‌شوید من پیشنهاد می‌کنم که ما پارسیها با شما به تنهائی مصاف دهیم و دیگران دخالت نکنند و هر که پیروز شد تمام سپاه او غالب محسوب شود. اما اسپارتیها که به این کار مایل نبودند نپذیرفته پاسخی ندادند. سپس مردونیه فرمان حمله را صادر کرد و سواره نظام را به حرکت درآورد سواران پارسی به صفوف یونانیها هجوم آورده آنها را در زیر رگبار تیر و زوبین گرفته وبا جنگ و گریز آسیب زیادی به یونانیها وارد می‌کردند یونانیها بر اثر این یورش تصمیم به جابجائی به طرف دیگر میدان جائی که سواره نظام ایران کمتر امکان فعالیت داشت گرفتند و شب که فرارسید تغیر مکان را شروع کردند اما در این میان عده زیادی از یونانیها از تاریکی شب استفاده کرده گریختند صبح که شد مردونیه دستور تعقیب یونانیها را صادر کرد چون پنداشته بود آنها فرار می کنندپس سواره نظام پارس یونانیها را تعقیب و دوباره هدف آماج تیرهای خود قرار می‌داد از طرفی یونانیهای سپاه ایران هم عرصه را بر آتنی‌ها تنگ کرده بودند و بین آنها و لاسدمونی‌ها فاصله انداخته بودند در این حال که لحظه به لحظه تلفات یونانیها بیشتر می‌شد به ناگاه لاسدمونی‌ها نیروی خود را جمع کرده و متفقاً هجوم آوردند پارسیها پافشاری کردند ونبرد سختی درگرفت هرودت در کتاب خود می‌نویسد که در این هنگام پارسی‌ها نه از حیث زورمندی و نه از حیث جسارت از یونانیها کمتر نبوده اما سبک اسلحه بودند وغالبا لباس گشادی بر تن داشتند که در نبرد مزاحم حرکات آنها بود بدین ترتیب پارسیها در تنگنا قرار گرفتند و عده زیادی از آنها کشته شد مردونیه نیز که سوار بر اسب سفیدی بود و همراه هزار سواری زبده می‌جنگید کشته شد و بر زمین افتاد و بدین ترتیب سپاه پارس شکست خورد و فتح با یونانیها شد.